# Novlene Williams-Mills
Novlene Williams-Mills (* 26. April 1982 als Novlene Williams im Saint Ann Parish) ist eine jamaikanische Sprinterin, die auf der 400-Meter-Strecke sowohl im Einzellauf wie auch mit der Staffel erfolgreich ist.

## Karriere
Ihren ersten großen internationalen Auftritt hatte Williams bei den Panamerikanischen Spielen 2003 in Santo Domingo. Sie wurde Sechste über 400 Meter und belegte mit der jamaikanischen 4-mal-400-Meter-Staffel den zweiten Platz hinter der Staffel aus den USA. Bei den Olympischen Spielen 2004 in Athen schied sie über 400 Meter im Halbfinale aus. Mit der Staffel gewann sie in 3:22,00 min Bronze hinter den Staffeln aus den USA und Russland. Bei den Weltmeisterschaften 2005 in Helsinki erhielt sie mit der Staffel Silber hinter den Russinnen.
Am 12. März 2006 belegte sie in 51,82 s den fünften Platz bei den Hallenweltmeisterschaften in Moskau. Am 21. März 2006 gewann sie bei den Commonwealth Games in Melbourne ihre erste Einzelmedaille. In 51,12 s wurde sie Dritte hinter der Engländerin Christine Ohuruogu und Tonique Darling von den Bahamas. Im September 2006 wurde sie beim Weltcup in Athen Dritte über 400 Meter und siegte mit der amerikanischen Staffel. Mit der amerikanischen Mannschaft belegte sie den dritten Platz hinter Russland und Europa. Kurz danach, am 23. September, stellte sie in Shanghai mit 49,63 s ihre persönliche Bestzeit auf.
Bei den Weltmeisterschaften 2007 in Osaka führte sie im Finale über 400 Meter bis kurz vor dem Ziel, wurde dann aber von den beiden Britinnen Christine Ohuruogu und Nicola Sanders abgefangen. In 49,66 s gewann sie mit einer Hundertstelsekunde Rückstand auf Sanders Bronze. Mit der 4-mal-400-Meter-Staffel konnte sie Silber hinter den USA und vor Großbritannien gewinnen.
Bei den Olympischen Spielen 2008 in Peking gewann sie mit der jamaikanischen 4-mal-400-Meter-Staffel die Bronzemedaille.
Bei den Weltmeisterschaften 2009 in Berlin wurde sie im Finallauf über 400 Meter Vierte und gewann mit der jamaikanischen 4-mal-400-Meter-Staffel die Silbermedaille.
Im Jahr 2011 erreichte sie bei den Weltmeisterschaften in Daegu das Finale über 400 Meter und belegte dort mit einer Zeit von 52,89 s den achten Platz. Mit der 4-mal-400-Meter-Staffelmannschaft gewann sie zusammen mit Rosemarie Whyte, Davita Prendergast und Shericka Williams in der Zeit von 3:18,71 min die Silbermedaille.
Bei den Olympischen Spielen 2012 in London gewann sie im Finale gemeinsam mit Christine Day, Rosemarie Whyte und Shericka Williams Silber über 4 × 400 Meter. Bereits vor Olympia wurde bei Williams-Mills Brustkrebs diagnostiziert. Nach den Spielen folgten Bestrahlungen und Operationen. Im Sommer 2013 ging sie wieder an den Start, wurde jamaikanische Meisterin und qualifizierte sich für die Weltmeisterschaften, wo sie Achte wurde.
Bei den Weltmeisterschaften 2015 in Peking wurde sie im Einzelwettbewerb Sechste und gewann mit der jamaikanischen Staffel die Goldmedaille.

## Privates
Novlene Williams studiert an der University of Florida. Bei einer Körpergröße von 1,67 m beträgt ihr Wettkampfgewicht 55 kg. Ihre jüngere Schwester Clora Williams ist ebenfalls 400-Meter-Läuferin. In der Staffel Jamaikas tritt Novlene Williams häufig mit Shericka Williams an, mit der sie aber nicht verwandt ist.
Sie heiratete im Jahr 2007, seitdem trägt sie den Doppelnamen Williams-Mills.